# Лавковский, Станислав Александрович
Станислав Александрович Лавковский — российский конструктор подводных лодок и глубоководных аппаратов, лауреат Государственной премии РФ.
Родился 2 января 1941 года в городе Дзержинск Горьковской области. Окончил Горьковский политехнический институт им. А. А. Жданова (1963), выпускник кафедры кораблестроения.
С 1964 года в ЦКБ «Лазурит» (г. Горький, до 1974 года — ЦКБ-112): конструктор, начальник сектора, начальник отдела, заместитель главного конструктора, главный конструктор по общепроектным вопросам, главный (генеральный) конструктор и начальник ЦКБ (1980—1993), генеральный конструктор по шельфовым технологиям (1993—2005), главный конструктор атомной подводной буровой установки (с 2005).
В 2008 году упоминается как генеральный конструктор ОАО «Судоремонтно-судостроительная корпорация».
В качестве руководителя разного уровня принимал участие в более чем 20 проектах атомных и дизель-электрических подводных лодок и глубоководных аппаратов. Генеральный конструктор нескольких проектов, в том числе первых в мире спасательных подводных лодок проекта 940 «Ленок».
Кандидат технических наук (1990, диссертация в форме научного доклада «Обоснование выбора архитектурных и проектно-конструкторских решений глубоководных обитаемых аппаратов для поисково-спасательных работ на море»). Доцент Нижегородского технического университета.
Лауреат Государственной премии Российской Федерации (1996, в составе авторского коллектива В. И. Бурсук, Б. П. Григорьев, Н. С. Жарков, В. Н. Китаев, С. А. Лавковский, А. А. Постнов, Ю. Д. Хесин, А. А. Чупрунов) — за создание атомной подводной лодки проекта 945 «Барракуда».
Награждён орденами Трудового Красного Знамени (1976) и Дружбы народов (1989).
Соавтор монографии:
- Крышев И. И., Лавковский С. А., Мазокин В. А., Никитин А. И., Петров О. И., Пологих Б. Г., Скорик Ю. И. Техногенные радионуклиды в морях, омывающих Россию: Радиоэкологические последствия удаления радиоактивных отходов в арктические и дальневосточные моря: Коллективная монография. — М.: ИздАТ, 2005. — 624 с. — 700 экз. — ISBN 5-86656-181-6.